# Galium javalambrense
Galium javalambrense är en måreväxtart som beskrevs av López Udias, Mateo och Manuel Benito Crespo. Galium javalambrense ingår i släktet måror, och familjen måreväxter.
Artens utbredningsområde är Spanien. Inga underarter finns listade i Catalogue of Life.